# Брумаду (микрорегион)

Брумаду на карте.

Брумаду (порт. Microrregião de Brumado) — микрорегион в Бразилии, входит в штат Баия. Составная часть мезорегиона Юго-центральная часть штата Баия. Население составляет 235 970 человек (на 2010 год). Площадь — 15 398,386 км². Плотность населения — 15,32 чел./км².

## Демография
Согласно сведениям, собранным в ходе переписи 2010 г. Национальным институтом географии и статистики (IBGE), население микрорегиона составляет:
| Полное население                             | Полное население                             | Полное население                             | Полное население                             | 235 970 |
| -------------------------------------------- | -------------------------------------------- | -------------------------------------------- | -------------------------------------------- | ------- |
| в том числе:                                 | Городское население                          | 104 907                                      | Процент городского населения, %              | 44,46   |
|                                              | Сельское население                           | 131 063                                      | Процент сельского населения, %               | 55,54   |
|                                              | Мужское население                            | 117 971                                      | Процент мужского населения, %                | 49,99   |
|                                              | Женское население                            | 117 999                                      | Процент женского населения, %                | 50,01   |
| Плотность населения, чел/км²                 | Плотность населения, чел/км²                 | Плотность населения, чел/км²                 | Плотность населения, чел/км²                 | 15,32   |
| Население микрорегиона в % к населению штата | Население микрорегиона в % к населению штата | Население микрорегиона в % к населению штата | Население микрорегиона в % к населению штата | 1,68    |

## Статистика
- Валовой внутренний продукт на 2003 год составляет 638 729 832,00 реалов (данные: Бразильский институт географии и статистики).
- Валовой внутренний продукт на душу населения на 2003 год составляет 2376,01 реалов (данные: Бразильский институт географии и статистики).
- Индекс развития человеческого потенциала на 2000 год составляет 0,633 (данные: Программа развития ООН).

## Состав микрорегиона
В составе микрорегиона включены следующие муниципалитеты:
1. Аракату
2. Брумаду
3. Караибас
4. Кондеуба
5. Кордейрус
6. Гуажеру
7. Итуасу
8. Маэтинга
9. Мальяда-ди-Педрас
10. Пирипа
11. Президенти-Жаниу-Куадрус
12. Риу-ду-Антониу
13. Таньясу
14. Тремедал